# 拉斐爾·梅爾羅
拉斐爾·梅爾羅（英語：Raffaele Maiello；1991年7月10日—）是一位意大利足球運動員。在場上的位置是中場。他現在效力於意大利足球乙級聯賽球隊克羅托內足球俱樂部。他曾經效力於那不勒斯足球俱樂部。